# Belpre (Kansas)
Belpre é uma cidade localizada no estado americano de Kansas, no Condado de Edwards.

## Demografia
Segundo o censo americano de 2000, a sua população era de 104 habitantes. 
Em 2006, foi estimada uma população de 96, um decréscimo de 8 (-7.7%).

## Geografia
De acordo com o United States Census Bureau tem uma área de 
1,1 km², dos quais 1,1 km² cobertos por terra e 0,0 km² cobertos por água.

## Localidades na vizinhança
O diagrama seguinte representa as localidades num raio de 28 km ao redor de Belpre. 